# Kizito Bahujimihigo
Kizito Bahujimihigo (* 5. Dezember 1954 in Rwamagana) ist Altbischof von Kibungo. 

## Leben
Kizito Bahujimihigo empfing am 25. Juli 1980 die Priesterweihe. Johannes Paul II. ernannte ihn am 21. November 1997 zum Bischof von Ruhengeri.
Der Erzbischof von Kigali, Thaddée Ntihinyurwa, weihte ihn am 27. Juni des nächsten Jahres zum Bischof; Mitkonsekratoren waren Frédéric Rubwejanga, Bischof von Kibungo, und Servilien Nzakamwita, Bischof von Byumba.
Papst Benedikt XVI. ernannte ihn am 28. August 2007 zum Bischof von Kibungo. Von seinem Amt trat er am 29. Januar 2010 zurück.